# Barylypa incompleta
Barylypa incompleta är en stekelart som beskrevs av Dasch 1984. Barylypa incompleta ingår i släktet Barylypa och familjen brokparasitsteklar. Inga underarter finns listade.